# Конти, Бонифацио
Бонифацио Конти — итальянский кардинал-епископ Альбано c 1049 года. Родился в области Апулия, происходит из рода графов Тускулумских. В 1054 году был папским легатом в Германии. Участвовал в первом Флорентийском соборе 4 июля 1055 года. Сопровождал папу Виктора II в поездке по Тоскане и 21 июля 1057 года привёз в Рим весть о его смерти. Участвовал в выборах папы Александра II (1061 год).